# Gottfried von Straßburg
Gottfried von Strassburg (český též Gotfried ze Štrasburku, či Gotfried Štrasburský, 1180, Štrasburk - asi 1215) byl jeden z nejvýznamnějších německy mluvících básníků období středověku. Žil na přelomu 12. a 13. století a mezi jeho současníky patřili Hartmann von Aue, Wolfram von Eschenbach nebo Walther von der Vogelweide.

## Život
O alsaském Gottfriedovi neexistují žádná doložená svědectví, takže podrobná rekonstrukce jeho života není možná. Významné informace poskytuje epický básník Rudolf von Ems. Ve svém díle Dobrý Gerhard přímo jmenuje Strassburga jako autora jeho hlavního díla, Tristana, který jeho dílo Dobrý Gerhard ovlivnil.
Je jisté, že Gottfried absolvoval tzv. trivium, takže se mu dostalo vzdělání v oblasti gramatiky, rétoriky a logiky a byl seznámen jak s dvorskou literaturou, tak i s inteligencí 12. století. Nejspíše získal Gottfried univerzitní studium v Paříži nebo v italské Bologni a byl tak vybaven znalostmi tehdejšího latinského písemnictví. Pravděpodobně nebyl Gottfried urozeného původu. Přesto to byl velmi vzdělaný měšťan a stal se zřejmě úředníkem štrasburského biskupa.
Gottfried zemřel asi před dokončením svého díla Tristan mezi roky 1210 až 1220.

## Dílo

### Tristan
Gottfriedův veršovaný román Tristan vznikl patrně kolem roku 1210 a navzdory úctyhodné délce bezmála 20 000 veršů zůstal nedokončen. Třebaže existují i názory, že se jedná o úmyslný fragment, dobové prameny i pravidla středověké estetiky spíše naznačují, že Gottfried plánoval román dokončit a něco (uváděna je nejčastěji Gottfriedova náhlá smrt) mu v tom zabránilo.
Podle propočtů znalců měl mít román na 30 000 veršů. Z hlediska obsahového jde o přepracování známé látky o Tristanovi a Isoldě. Pramenem pro Gottfriedovu verzi se stal Tristan starofrancouzského dvorního básníka Thomase z Bretaně (též Thomase z Británie, v Gottfriedově přepisu Tomas von Britanje). Podle Gottfrieda je Thomas jediným, kdo vylíčil příběh správně. Gottfried látku sjednotil, zbavil rozporů a vtiskl námětu svůj smysl. Hlavní je pro dílo myšlenka milostné vášně s její osudovostí a bolestnou tragikou, která se začíná naplňovat od požití vína, ve skutečnosti kouzelného nápoje. Zaměřil se na motiv lásky „ušlechtilých srdcí“ (edelen herzen), jež je nadřazená společenským a mravním konvencím. Gottfried von Strassburg se ostře obrací proti idealizaci dvorských konvencí.
Gottfriedův Tristan inspiroval kromě dalších spisovatelů také hudebního skladatele Richarda Wagnera, který operu Tristan und Isolde zkomponoval v letech 1857 -1858. Díky němu se středověký námět aktualizoval podle romantických představ tehdejší doby.
Báseň Tristan se pokusil dokončit kolem roku 1230 Ulrich von Türheim a posléze také Heinrich von Freiberg (1290).

### Ostatní
Některé jeho lyrické básně jsou dochované ve Velkém heidelberském zpěvníku (tzv. Codex Manesse), který je přisuzován Olřichovi z Lichtenštejna.